# Полевая улица (Салават)
Полева́я улица — улица в Салавате. Расположена в посёлке Мусино.

## История
Застройка улицы началась в 1951 году. Улица застроена частными двухэтажными домами. В левой части улицы находится парк.

## Трасса
Полевая улица начинается от Железнодорожной улицы и заканчивается на улице Тагирова.

## Транспорт
По Полевой улице общественный транспорт не ходит.